# Clockwork Knight
Clockwork Knight (Japans: クロックワーク ナイト ～ペパルーチョの大冒険・上巻～) is een computerspel dat werd ontwikkeld en uitgegeven door Sega. Het spel kwam in 1994 uit voor het platform Sega Saturn. 

## Verhaal
Het spel gaat over Sir Tongara de Pepperouchau III ("Pepper" voor intimi), een opwindbaar speelgoedsoldaatje. Hij is stapelverliefd op de toverfee prinses Chelsea, die 's nachts met haar nachtengalenstem het speelgoed tot leven wekt. Ook Ginger, die een stuk handiger is vergeleken met Pepper, is verliefd op de prinses. Op een nacht is de prinses gestolen door een groep die iedereen hypnotiseert die van plan is de prinses te bevrijden. Hierdoor kan er geen speelgoed meer tot level worden gewekt. Pepper en Ginger moeten de prinses bevrijden.

## Gameplay
Het spel is een platformspel en lijkt op edities uit de Mario- en Sonic-series. Pepper valt vijanden aan en opent deuren zijn sleutel. Hij kan ook voorwerpen bewusteloze vijanden of voorwerpen oppakken. Het doel is het einde van het level te halen voordat de tijd op is. De levels zijn vrij groot en bevatten ook zij uitstapjes met schatten. Elk derde level wordt afgesloten met een eindbaas die de speler moet overwinnen in een op een gevecht. Het spel omvat in totaal dertien levels inclusief baaslevels. Als de speler al zijn levens kwijt is kan hij tegen betaling van munten opnieuw starten in de kamer waar hij gebleven was. Als de speler niet genoeg munten meer heeft moet hij het hele spel opnieuw doen. Er is een trainingmodus waarbij er in het level begonnen kan worden vlak voor een eindbaas.

## Ontvangst
| Beoordeeld door                      | Datum             | Score |
| ------------------------------------ | ----------------- | ----- |
| GameFan Magazine                     | juli 1995         | 83%   |
| Hobby Consolas                       | augustus 1995     | 83%   |
| SEGA-Mag (Objectif-SEGA)             | 28 augustus 2008  | 80%   |
| GamePro (USA)                        | augustus 1995     | 70%   |
| Coming Soon Magazine                 | 27 september 1995 | 70%   |
| Video Games & Computer Entertainment | juni 1995         | 70%   |
| Electronic Gaming Monthly (EGM)      | juli 1995         | 70%   |
| IGN                                  | 13 februari 2008  | 60%   |
| CD Player                            | 1996              | 60%   |
| MAXIMUM Magazine                     | oktober 1995      | 40%   |